# ايب سكيب
ايب سكيب (بالإنجليزية: Ape Escape)‏ سلسلة ألعاب فيديو من تطوير شركة جابان ستوديو اليابانية صدر منها عدة أجزاء وتعمل على نظام بلاي ستيشن 1 وبلاي ستيشن 2 وبلاي ستيشن 3 ولقد كان أول إصدار ايب سكيب (لعبة فيديو) عام 1999 وآخر إصدار عام 2010 واللعبة تتحدث عن فتى يصطاد القرود.

## إصدارات السلسلة
صدر من السلسلة عدة أجزاء منها :
- ايب سكيب (1999).
- ايب سكيب 2 (2002).
- ايب سكيب 3 (2005).

## روابط خارجية
- الموقع الرسمي (باليابانية)